# La Taupe 2
La Taupe 2 est un téléfilm policier français de 2008. Diffusé par TF1 le 11 mai 2009, il reprend le duo féminin de La Taupe.

## Synopsis
Deux corps ont été retrouvés dans le coffre d'une voiture dont celui d'un capitaine de la Crim'. Chargée de l'enquéte, Sandra Longo devenue commissaire divisionnaire à la criminelle de Paris, suspecte Nicolas Cheng, chef d'un clan mafieux chinois qui terrorise le quartier. Entre-temps Sandra retrouve son amie Laure devenue antiquaire, harcelée par le clan Cheng qui veut récupérer sa boutique.

## Fiche technique
- Réalisation : Vincenzo Marano
- Scénario : Laurent Scalese et Sergio Gobbi
- Musique : Fabrice Aboulker

## Distribution
- Ingrid Chauvin: Sandra Longo
- Linda Hardy : Laure Fanisse
- Jean-Jacques de Launay : Le Prêtre
- Daphné Hacquard : Lin Godon
- Babsie Steger : Justine
- Louis-Karim Nébati : Loïk Sescale
- Maï Anh Lê : Cindy Jong
- Cathy Min Jung : Lisa Wanuka
- Alexandre Nguyen : Quan
- Stéphane Fourreau : Nicolas Cheng
- Frédéric Chau : François Shaozou
- Dany Verissimo : Denise
- Yann Roussel : Charles Khuan
- Jean-Pierre Germain : William Tung
- Joseph Malerba : Yan Baghera
- Yin Hang : une prostituée